# Portrait des membres de la guilde des arbalétriers sur la Grand-Place d'Anvers
Portrait des membres de la guilde des arbalétriers sur la Grand-Place d'Anvers est une peinture à l'huile sur toile de 1643 de David Teniers le Jeune, conservée au musée de l'Ermitage de Saint-Pétersbourg. Il est signé et daté en bas à gauche « DAVID. TENIERS. FEC. A 1643 ».

## Provenance
Le tableau a été peint pour le hall principal de la maison de la guilde des archers et arbalétriers, à Anvers. Teniers, lui-même était membre de la guilde et Margret Klinge, suggère qu'il l'a peint comme un cadeau pour la guilde en échange d'une exemption du devoir de garde, qui était autrement obligatoire pour tous les membres. Le tableau appartint à la guilde jusqu'en 1649, date à laquelle elle rencontra des difficultés financières et dut vendre à la fois cette œuvre et Le Couronnement du héros vertueux de Rubens au peintre Gerard Hoet.
Les deux œuvres ont ensuite fait partie de la collection du landgrave de Hesse-Cassel, dont elles ont toutes deux été pillées par les troupes de Napoléon. Si Le Couronnement est maintenant de retour à la Gemäldegalerie Alte Meister de Cassel, La Guilde fut prise en 1806 et attribuée à l'épouse de Napoléon Joséphine Beauharnais, qui la garda dans son château de Malmaison jusqu'en 1814, date à laquelle elle la vendit avec 37 autres œuvres à Alexandre Ier de Russie. L'œuvre se trouve depuis à l'Ermitage.

## Description
L'arrière-plan est la Grand-Place d'Anvers, avec l'hôtel de ville des années 1560 sur la gauche et la Zilversmidstraat et le siège de la guilde dans la Maison d'Espagne sur la droite. Avec plus de cinquante personnes aux premier et deuxième rangs, il s'agit d'un schutterstuk (portrait de groupe de guilde), genre populaire en Flandre et dans les Provinces-Unies entre 1625 et 1650, dont le plus célèbre est La Ronde de nuit de Rembrandt, peint l'année précédente. Teniers lui-même avait également abordé le thème dans une veine moins statique et cérémonielle dans Le Corps de garde.
Les membres de la guilde sont représentés en robe noire avec des cols blancs et des ceintures rouges. Trois hommes ont également des écharpes rouges sur leurs épaules : ce sont probablement les chefs de la guilde. À gauche se trouvent un tambour et deux hommes en robe jaune tenant leurs mousquets, tandis qu'à droite un autre homme en robe jaune tient un étendard à droite et un prêtre en rouge, peut-être un cardinal, s'appuie sur une arbalète.

## Interprétation
Dès le milieu du XVIIIe siècle, Jean-Baptiste Descamps suggéra que l'œuvre montrait un défilé de diverses corporations d'artisans. En revanche, Alfred Michiels a considéré qu'il montrait un serment de la guilde des arbalétriers, alors que Frans Jozef Peter van den Branden (en) a soutenu qu'il montrait un défilé pour l'anniversaire du doyen de la guilde, Gudeward Sneijders. Margret Klinge a estimé que la théorie de Van der Branden est peu probable en raison d'un manque de preuves documentaires, mais a convenu que l'image représente un défilé inconnu, tout en ajoutant le détail que le doyen de la guilde était alors également bourgmestre d'Anvers.